# Bièvres, Essonne
Bièvres este o comună franceză situată în departamentul Essonne, în regiunea Île-de-France.
Oraș situat într-o vale împădurită de-a lungul râului Bièvre, leagăn al abației Val-de-Grâce înainte de transferul acesteia în Cartierul Latin din Paris, Bièvres se distinge prin cele șase castele din secolele al XVII-lea și al XVIII-lea, fiind reședință pentru savanți și artiști până la începutul secolului al XX-lea. Astăzi, este cunoscut pentru găzduirea Muzeului francez al fotografiei, Muzeului uneltei, dar și a târgului internațional de fotografie, într-un cadru natural bine conservat și privilegiat, cu o atmosferă rurală apreciată de familiile înstărite și de cadrele care lucrează în marile zone de activitate din Vélizy-Villacoublay și de pe platoul Saclay.

## Geografie

### Localizare
Bièvres este situată în extremitatea nord-vestică a departamentului Essonne, fiind cea mai nordică comună a acestuia, la granița cu departamentul Yvelines la nord-vest și cu Hauts-de-Seine la nord-est, în ceea ce era odinioară ținutul și este astăzi regiunea naturală Hurepoix, complet integrată în aglomerația pariziană. Comuna ocupă un teritoriu aproximativ dreptunghiular, având o lungime de patru kilometri și opt sute de metri de la nord la sud și o lățime de două kilometri și trei sute de metri de la vest la est, însumând o suprafață totală de nouă sute șaizeci și nouă de hectare.
Aproape 60 % din acest teritoriu este încă considerat rural, fiind compus în două treimi din zone împădurite, prelungire a vastei păduri de la Verrières și a pădurii Versailles, iar restul de o treime este ocupat de terenuri agricole destinate culturilor cerealiere intensive, situate pe platoul de la Saclay, în locul numit Favreuse, la sud. Satul este amplasat în valea râului Bièvre și a afluentului său Sygrie, iar teritoriul său prezintă un relief foarte accidentat: platoul de la Saclay, la sud, atinge altitudinea de 160 de metri, iar platoul de la Villacoublay, la nord, marchează punctul cel mai înalt al comunei, la 178 de metri altitudine, în timp ce punctul cel mai jos se află în vale, la doar 68 de metri. Această situare în fundul văii a permis comunei să se afle pe traseul importantei rute dintre Versailles și Fontainebleau, devenită astăzi drumul departamental 117, care traversează teritoriul de la vest la est, în timp ce drumul național 118, fosta rută dintre Paris și Chartres, îl taie perpendicular, intrând pe teritoriul comunei prin nodul rutier cu autostrada A86 la nord, intersectând drumul național 306, drumul departamental 53, apoi drumul departamental 444 care duce spre autostrada A10, la Champlan. Valea este traversată și de linia feroviară de centură mare (Grande Ceinture), comuna beneficiind astfel de gara Bièvres și gara Vauboyen, deservite de linia V a rețelei Transilien. La nord, o parte importantă a teritoriului, dincolo de pădurea Monteclin, este ocupată de baza aeriană 107 Villacoublay.
Puternic excentricată în cadrul departamentului de care aparține, Bièvres este situată la 23,6 km sud-vest de Catedrala Notre-Dame din Paris, punctul zero al drumurilor din Franța, la 21 km nord-vest de Évry, 5 km nord-vest de Palaiseau, 25 km nord-vest de Corbeil-Essonnes, 36 km nord de Étampes, 13 km nord-vest de Montlhéry, 19 km nord-vest de Arpajon, 29 km nord-est de Dourdan, 31 km nord-vest de La Ferté-Alais, 43 km nord-vest de Milly-la-Forêt și doar 8 km sud-est de Versailles, reședința departamentului Yvelines. În plus, numele Bièvres este împărțit de alte două comune din Franța; astfel, Bièvres se află la 136 km sud-vest de Bièvres din Aisne și la 239 km sud-vest de Bièvres din Ardennes.

### Comune limitrofe
| Jouy-en-Josas (Yvelines) | Vélizy-Villacoublay (Yvelines) | Clamart (Hauts-de-Seine) Châtenay-Malabry (Hauts-de-Seine) |
|                          |                                | Verrières-le-Buisson                                       |
| Saclay                   | Vauhallan                      | Igny                                                       |

### Hidrografie

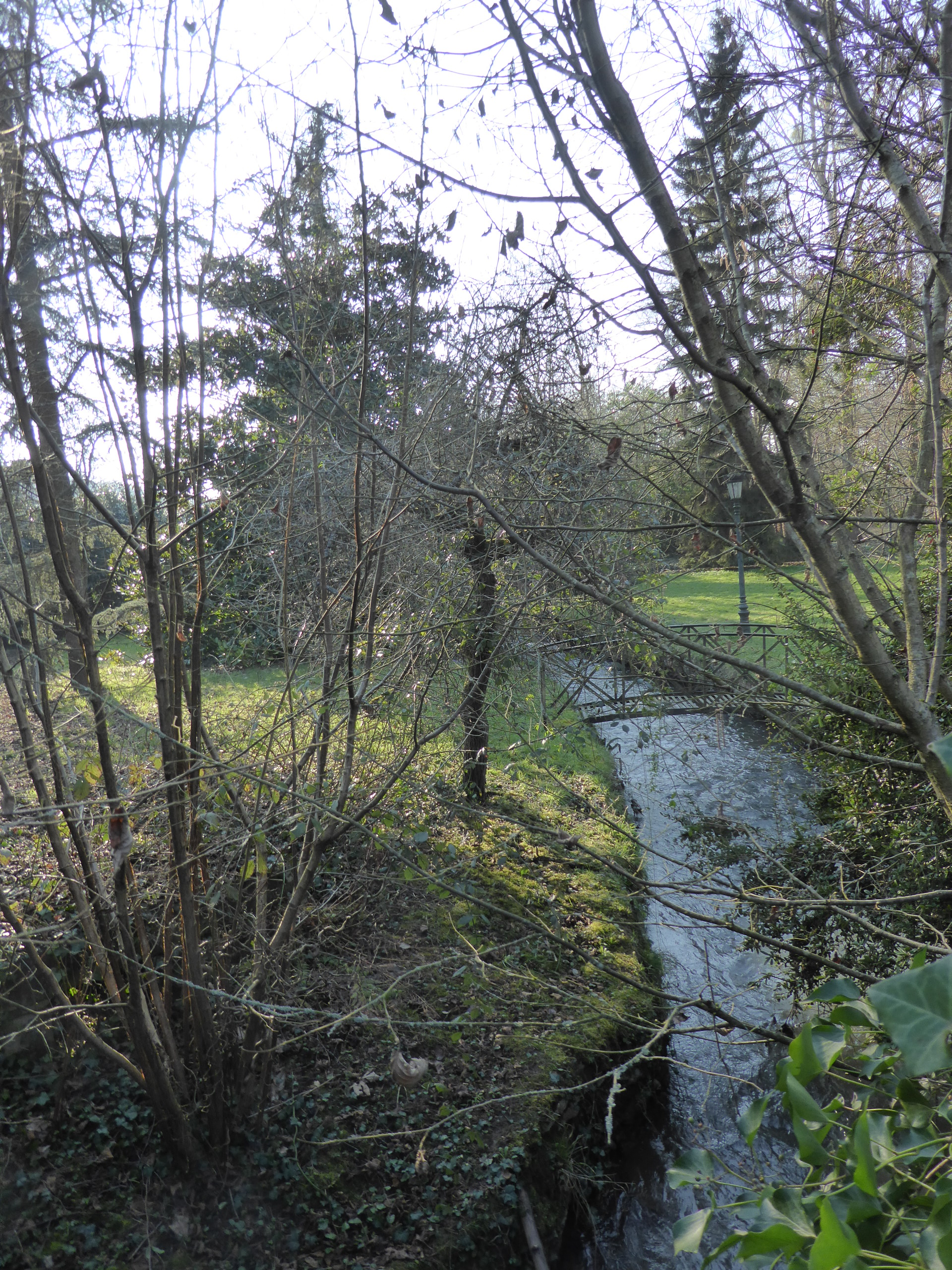
Bièvre, braț artificial amonte de moara Vauboyen.

Comuna Bièvres este situată pe versanții nordic și sudic ai văii râului Bièvre, care i-a dat numele, afluent al malului stâng al Senei. Centrul orașului s-a dezvoltat puțin amonte de confluența dintre râu și pârâul Sygrie, care își are izvorul în extremitatea nordică a teritoriului comunal, în apropiere de locul numit „Clairbois”. Râul pătrunde în extremitatea vestică a teritoriului în dreptul fostei mori de la Vauboyen, unde se reunesc două brațe distincte, aflate amonte. Câțiva metri aval de moară, debitul său este sporit de un mic pârâu care izvorăște din pădurea Monteclin. În apropierea cătunului Les Roches, râul este din nou divizat în două brațe, ca în majoritatea localităților traversate de Bièvre:
- un braț artificial, supralărgit, care alimentează parcul castelului Les Roches[7], apoi canalul castelului La Martinière[8] și care alimenta o moară aflată sub podul de pe strada Petit Bièvre. Un lavoir (spălătorie) se afla în apropierea acestei mori restaurate;
- un braț paralel, corespunzător cursului natural al râului Bièvre.

Cele două brațe se reunesc în apropierea gării.
La sudul teritoriului, pe platoul Saclay, se află Favreuse, curs de apă artificial creat pentru drenarea platoului și alimentarea iazurilor inferioare de la Saclay.
Relieful accidentat al teritoriului determină formarea unor acumulări naturale de apă, dintre care două iazuri la Vauboyen, un lac la locul numit „Les Damoiseaux”, la granița cu Igny, pe cursul râului Bièvre, un lac la locul numit „L’Abbaye aux Bois” și două mici bazine la „Ferme Ratel” și „Les Mathurins” pe cursul pârâului Sygrie. Se adaugă un bazin de retenție în apropierea zonei de activități economice și mai multe puncte de apă artificiale pe traseul terenului de golf al aeroportului Villacoublay.

### Relief și geologie

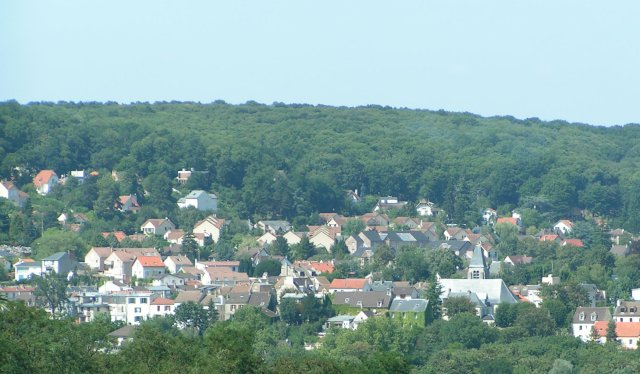
Bièvres văzută de pe înălțimile localității Igny.

Bièvres este situată în valea râului și pe versanții platoului Saclay, la sud, respectiv ai platoului Villacoublay, la nord. Teritoriul său este astfel dispus pe altitudini cuprinse între un minim de 68 de metri în vale și un maxim de 178 de metri pe platoul nordic. Valea adăpostește centrul istoric al comunei și, chiar și astăzi, cea mai mare parte a zonelor de locuit, însă este destul de adâncă și urmează un relief accentuat.
Institutul național de informații geografice și silvice (în franceză Institut national de l'information géographique et forestière) a amplasat mai multe borne de reper pe teritoriul comunei, trasând rețeaua geodezică. Urmând cursul râului, prima bornă se află în apropierea gării Vauboyen, la o altitudine de 85 de metri, fiind încadrată de câte o bornă pe fiecare versant: una la sud, la o distanță de 70 de metri, care atinge deja 148 de metri altitudine, și cealaltă în pădurea Monteclin, la 90 de metri distanță, la o altitudine de 169 de metri. O altă bornă, aflată tot în apropierea cursului râului, este amplasată în dreptul gării Bièvres, la o altitudine de 77 de metri, la 2 km distanță de gara anterioară. Punctul cel mai înalt se află pe teritoriul bazei aeriene Villacoublay.
Situată în nord-vestul regiunii Hurepoix, comuna se află pe un teren cu substrat tipic Bazinului parizian, alcătuit din straturi succesive de nisip numit de Fontainebleau și de piatră, marne amestecate cu ghips și calcar.

### Climă
În 2010, clima comunei este de tipul climatului oceanic degradat al câmpiilor din Centru și Nord, conform unui studiu al Centrului Național de Cercetare Științifică (CNRS) pe baza unui set de date care acoperă perioada 1971-2000 bazat pe o serie de date din perioada 1971-2000. În 2020, Météo-France a publicat o tipologie a climatului pentru Franța metropolitană, în care comuna este expusă unui climat oceanic și se află în regiunea climatică Sud-vest a bazinului Parisian, caracterizată printr-o ploaie redusă, în special primăvara (120-150 mm) și un iarnă rece (3,5 °C).
Pentru perioada 1971-2000, temperatura anuală medie este de 11,2 °C, cu o amplitudine termică anuală de 15,2 °C. Cumulul anual mediu de precipitații este de 661 mm, cu 11,2 zile de precipitații în ianuarie și 7,8 zile în iulie. Pentru perioada 1991-2020, temperatura medie anuală observată la stația meteorologică Météo-France cea mai apropiată, situată în comuna Toussus-le-Noble la 8 km distanță, este de 11,5 °C, iar cumulul anual mediu de precipitații este de 677,0 mm.
Parametrii climatici ai comunei au fost estimați pentru mijlocul secolului (2041-2070) conform diferitelor scenarii de emisie de gaze cu efect de seră, bazate pe noile proiecții climatice de referință DRIAS-2020. Aceștia pot fi consultați pe un site dedicat publicat de Météo-France în noiembrie 2022.

## Urbanism

### Tipologie
La 1 ianuarie 2024, Bièvres este clasificată drept centru urban mare, conform noii grile comunale de densitate în șapte niveluri definită de INSEE (Institutul Național de Statistică și Studii Economice) în 2022. Aceasta aparține unității urbane a Parisului, o aglomerație inter-departamentală care cuprinde 407 comune, dintre care face parte ca o comună din suburbii. În plus, comuna face parte din aria metropolitană a Parisului, fiind una dintre comunele de la periferie, această zonă reunind 1.929 de comune.

## Toponimie
Bevre în 1100, Bevra în 1110, Bevria în 1150, Bivera în 1155, Biesvres în 1196, Bevra în 1205, Bevres în secolul al XIII-lea, Byevra în 1239, Byevre în 1261, Byevra în 1352, Bievre în 1370, Bievra în 1458, Beveriae, Bievre în 1612, Bièvres-le-Chatel în 1745, Bièvres în 1750, Biesvres în 1781.
Numele comunei este preluat de la râul Bièvre. Acesta din urmă își datorează denumirea cuvântului galic bebero, mai degrabă decât latinescului biber. Cuvântul a dat în limba franceză termenul bièvre pentru a desemna castorul. Acest termen se regăsește și în toponime precum Lamotte-Beuvron (râul castorilor) sau Bibracte (muntele castorilor). Locul numit „Favreuse” își trage numele de la prezența veche a unui fierar, (în latină faber). Cătunul „Vauboyen” a preluat denumirea de la proprietarul locului, Val de Boein[39]. În timpul Revoluției, comuna a fost denumită Bièvre-la-Montagne, apoi, între 1793 și 1801, Bièvre le Chatel, înainte de a-și recăpăta ortografia originară.

## Istorie

### Originile
Originile comunei sunt incerte. Prezența umană în valea râului Bièvre este atestată încă din epoca pietrei, prin descoperirea, în pădurea Verrières, a unui sit arheologic de prelucrare a silexului. Vestigii ale unei așezări galo-romane au fost scoase la iveală în apropierea văii Sygrie, ceea ce sugerează existența unei villa rustica (fermă rurală romană).

### Bièvres și seniorii

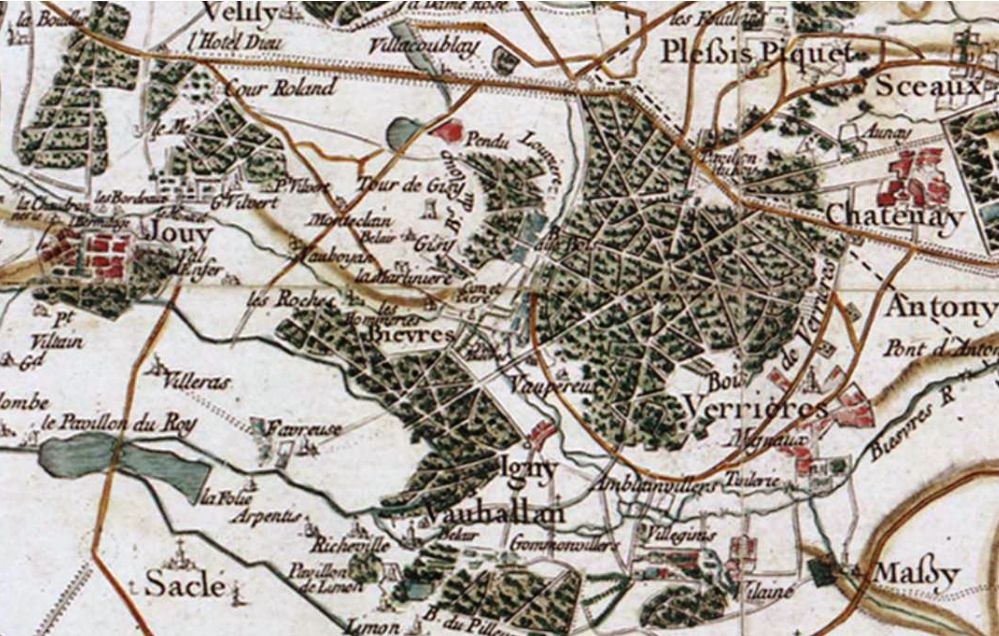
Hartă a regiunii Bièvres din secolul al XVII-lea.

Prima mențiune sigură a satului datează de la începutul secolului al XII-lea, când regele francilor Ludovic al VI-lea a integrat întreaga parohie în domeniul regal francez. Mai multe cătune alcătuiau atunci satul, cel mai important fiind abația Val Profond din valea Sygrie, precum și cătunele Monteclin, care aparținea abației Saint-Germain-des-Prés, Villefavreuse, și domeniile Roches și Vauboyen. Din această perioadă datează dezvoltarea agriculturii — în special cultivarea viței de vie, astăzi dispărută — și, mai ales, construirea bisericii dedicate Sfântului Martin. Seniorii de Bièvre, atestați încă din vremea lui Ludovic al VI-lea, au construit un castel care, în secolul al XVIII-lea, păstra încă un aspect impunător. Acesta a fost distrus, la fel ca abația benedictină fondată în jurul anului 1204 și cunoscută succesiv sub numele de Abbaye du Val Profond, Abbaye au Bois, Notre-Dame des Ardents și Val de Grâce.
În secolul al XIV-lea, regele Carol al V-lea a ridicat domeniul Bièvres la rang de seniorie în beneficiul prietenului său Pierre de Chevreuse, în timp ce poetul Eustache Deschamps lăuda acest sat „la trei leghe de Paris” (aproximativ 12 km), care număra pe atunci o sută de focuri (gospodării). Ca dovadă a importanței economice și a bogăției agricole a văii și a platourilor din jur, au fost instituite două târguri anuale. În 1536, René du Bellay a prezidat ceremonia de sfințire a bisericii Saint-Martin, al cărei paroh era Jean Brumereau. Acesta din urmă, în anul 1541, a pus în scenă împreună cu Robert Landoys, un agricultor din Sceaux, piesa Le Jeu de la Vengeance et Destruction de Jhérusalem („Jocul Răzbunării și Distrugerii Ierusalimului”), în satul Plessis-Piquet. Pentru decoruri, costume și alte efecte speciale necesare spectacolului, au apelat la pictorul Christophe Loyson.

În secolul al XVII-lea a fost construită moara de apă din Vauboyen, iar regina Franței, Ana de Austria, vizitând mănăstirea ruinată din Val profond, le-a invitat pe măicuțe să se stabilească în noua abație Val-de-Grâce din Paris. Secolul al XVIII-lea a adus numeroase schimbări în sat, care număra, la începutul secolului, o sută șaizeci și două de focuri (gospodării), când a fost săpat canalul de la Favreuse, destinat să dreneze apa de pe platoul Saclay spre iazurile inferioare din Saclay care alimentau râul Regelui Soare și fântânile noului Parc de la Versailles. Situată în imediata apropiere a noului centru al puterii absolute, localitatea a cunoscut construirea mai multor castele — Les Roches, La Martinière în secolul al XVII-lea, apoi Bel-Air și Silvy în secolul al XVIII-lea — printre proprietari numărându-se Pierre Le Tessier de Montarcy, bijutierul regelui; Georges Mareschal, chirurgul regelui și fondatorul Academiei Regale de Chirurgie, care a devenit senior de Bièvres în 1712, reunind ulterior toate cătunele (strănepotul său, François-Georges Mareschal, faimos pentru jocurile sale de cuvinte, a devenit marchiz cu această ocazie în 1751); și Germain Pichault de La Martinière, și el chirurg al regelui și consilier de stat. Aflat în apropierea pădurilor Verrières și Meudon, domeniul a devenit unul dintre locurile de vânătoare ale lui Ludovic al XIV-lea la Rochedieu.

### Ospitalierii
Cel mai vechi document care o menționează datează din anul 1171; este o cartă a lui Maurice, episcop de Paris, prin care Philippe și fratele său Mathieu de Villa Escoblen au vândut ospitalierilor Jocelin și Gérard, procuratori ai casei Ospitalului, pământul, oamenii și justiția seniorială din Bièvres pentru un cens anual de doi solzi și 40 de livre plătite o singură dată. Acest domeniu din Bièvres va da naștere prioratului ospitalier Saint-Jean de Latran.

### Industrie și loc de întâlnire pentru artiști
Revoluția franceză a redistribuit proprietățile, iar foarte repede o nouă nobilime de Imperiu a achiziționat terenurile și a construit reședințe luxoase, precum generalul Jean-Andoche Junot la Petit-Bièvres, urmat de chirurgul lui Napoleon I, Dominique-Jean Larrey. Din această perioadă datează castelul Roche-Dieu și castelul Vauboyen, construit de Louis-François Bertin. Acest scriitor politic își invita frecvent prietenii artiști, printre care Victor Hugo și Juliette Drouet⁠(d), Charles Gounod. Urmând exemplul localității vecine Jouy-en-Josas, s-a instalat o manufactură de pânză imprimată. Mai târziu, Juliette Dodu și cumnatul ei Odilon Redon, Maurice Utrillo, Camille Saint-Saëns, Vincent d'Indy, Marie Adrienne Anne Clémentine de Rochechouart de Mortemart⁠(d) au locuit în sat. Odilon Redon, care a murit în 1916, este înmormântat în cimitirul comunal, alături de soția și fiul său. În 1833, Joseph Récamier, medic la Hôtel-Dieu din Paris și primar al comunei Bièvres, a cumpărat castelul Roche-Dieu și, la rândul său, a primit acolo savanți și artiști. Frédéric Soulié, romancier, autor dramatic, critic și jurnalist francez, a trăit și el la Bièvres, în proprietatea sa situată pe locul fostei abații Val de Grâce. În 1858, deasupra Bièvres și Petit-Clamart, Félix Nadar a realizat prima fotografie aeriană. În 1883 a fost dată în folosință linia de cale ferată Grande Ceinture, cu stațiile Bièvres și Vauboyen, care duceau direct la Versailles, dar ocoleau Parisul, ceea ce a privat comuna de un acces direct. Tot în acea perioadă a început cultura căpșunilor în comună.

### Istorie contemporană
În 1901, municipalitatea cumpără castelul Silvy pentru a instala acolo primăria. În timpul Primului Război Mondial, Bièvres deschide spitalul militar Bel Air, un spital important cu peste 100 de paturi. În 1925 este instituită cea mai veche „sărbătoare a căpșunilor” din Europa. În 1930, statul francez, profitând de „legea Loucheur”, contribuie la înființarea cartierului de locuințe sociale de pe avenue circulaire și de pe terenul abației aux Bois[47]. În 1936, pe platoul de la nordul comunei este înființată baza aeriană 107 Villacoublay. În 1959, moara din Vauboyen este restaurată pentru a deveni un centru de artă contemporană, apoi în 1964 se deschide muzeul francez al fotografiei. În 1963, castelul La Martinière este înscris pe lista monumentelor istorice, urmat în 1966 de castelele Bel-Air, Rochedieu și Les Roches, iar în 1979 castelul Vauboyen este clasat ca monument istoric.

## Populația și societatea

### Date demografice
Evoluția numărului de locuitori este cunoscută prin recensămintele populației efectuate în comună începând din 1793. Pentru comunele cu mai puțin de 10 000 de locuitori, un recensământ al întregii populații este realizat la fiecare cinci ani, populațiile legale pentru anii intermediari fiind estimate prin interpolare sau extrapolare.
În 2022, comuna număra 4 700 locuitori, în creștere cu +1,56 % față de 2016 (Essonne: +2,89 %, Franța fără Mayotte: +2,11 %).
| An        | 1793 | 1821 | 1841 | 1851 | 1876 | 1886 | 1901  | 1921  | 1936  | 1962  | 1982  | 2006  | 2014  | 2022  |
| --------- | ---- | ---- | ---- | ---- | ---- | ---- | ----- | ----- | ----- | ----- | ----- | ----- | ----- | ----- |
| Populație | 900  | 907  | 929  | 903  | 977  | 958  | 1 157 | 1 219 | 1 769 | 2 712 | 3 844 | 4 990 | 4 499 | 4 700 |

## Cultură locală și patrimoniu

### Patrimoniu natural

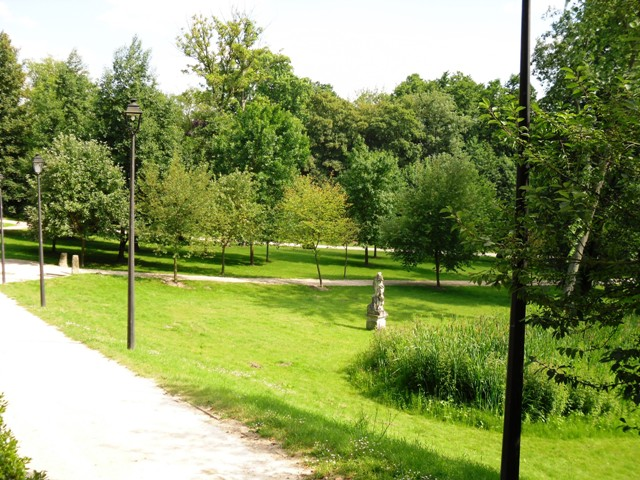
Parcul La Martinière

Situată în valea râului Bièvre, între pădurea Verrières la est și pădurea Versailles la nord-vest, comuna Bièvres beneficiază de un mediu natural relativ bine conservat, alcătuit în special din mai multe păduri municipale: pădurea Loup Pendu la nord, pădurea Monteclin la vest, pădurea Chat Noir și zona Brûlis la sud. Acest ansamblu este completat de terenuri agricole în extremitatea sudică, însumând aproape 580 de hectare, adică 60% din teritoriul comunei. În plus, 14% din domeniul municipal este urban, dar neconstruit, fiind ocupat în mare parte de parcuri întinse, publice sau private, rămășițe ale marilor proprietăți burgheze. La vest, parcul morii din Vauboyen formează o zonă mlăștinoasă întinsă de-a lungul râului.
Malurile râului Bièvre, pădurile Chat Noir, Monteclin și Loup Pendu au fost clasificate ca spații naturale sensibile de către consiliul departamental din Essonne. Parcul castelului Les Roches combină grădina în stil englezesc cu partere, iar în centrul orașului, vastul parc al castelului La Martinière este format din alei umbrite de arbori și partere. La est, peluzele fermei Ratel permit desfășurarea de activități sportive.
Traseul de drumeție de lung parcurs GR 11 traversează centrul comunei, la fel ca și traseul regional de drumeție Sentier de grande randonnée de Pays du Hurepoix, care leagă valea Bièvre de valea Essonne, trecând prin râurile Yvette, Orge și Juine.

#### Rue de l'Abbaye aux Bois
Această stradă amintește de existența unei foste mănăstiri feminine de obediență benedictină. Transformată în reședință de vară – menționată ca atare în 1820 – maicile au fost transferate înainte de Revoluție la mănăstirea Val-de-Grâce.

### Patrimoniu arhitectural
Deși fostul castel seniorial a dispărut după Revoluția franceză, Bièvres păstrează un patrimoniu arhitectural relativ bogat, moștenit de la aristocrații și burghezii care locuiau în comună, situată în apropierea Versailles și Paris. Mai multe dintre aceste clădiri au fost clasate sau înscrise ca monumente istorice: castelul Vauboyen și anexele sale din secolul al XIX-lea, clasat în 1979; castelul La Martinière din secolul al XVIII-lea, înscris în 1963; sau au făcut obiectul unor studii aprofundate, precum castelul Bel-Air din secolul al XVIII-lea, ocupat de centrul de antrenament al unității Raid; castelul La Rochedieu din secolul al XVII-lea; castelul Les Roches din secolul al XIX-lea, ocupat de secta Sōka Gakkai — toate trei incluse într-un sit înscris în 1966; biserica Saint-Martin din secolul al XIV-lea; castelul Silvy din secolul al XVIII-lea, care găzduiește în prezent primăria.

### Personalități
- Hector Berlioz (1803–1869), compozitor și scriitor, a locuit aici.
- François-René de Chateaubriand (1768–1848), scriitor, a locuit aici.
- Annie Cordy⁠(d) (1928–2020), cântăreață belgiană, s-a căsătorit aici și a locuit în această localitate.
- Juliette Drouet⁠(d) (1806–1883), actriță, a locuit aici.
- Georges Duhamel (1884–1966), scriitor și poet, a scris Deșertul din Bièvres (în franceză „Le Désert de Bièvres”).
- Bernard Fresson (1931–2002), actor, a locuit până la moartea sa.
- Charles Girault⁠(d) (1851–1932), arhitect, a locuit aici.
- Charles Gounod (1818–1893), compozitor, a locuit aici.
- Victor Hugo (1802–1885), scriitor și academician, a locuit aici.
- Daisaku Ikeda⁠(d) (1928–2023), lider religios japonez, a cărui sectă Sōka Gakkai a cumpărat castelul și a deschis acolo Casa literară Victor Hugo.
- Vincent d'Indy (1851-1931), compozitor, a locuit aici.
- Jean Auguste Dominique Ingres (1780–1867), pictor, a locuit aici.
- Jean-Andoche Junot (1771–1813), general, a locuit aici.
- Dominique-Jean Larrey (1766–1842), chirurgul-șef al Marii Armate, a locuit aici.
- Ernest Laurent⁠(d) (1859–1929), pictor, a locuit aici până la moartea sa.
- Franz Liszt (1811–1886), compozitor și pianist, a locuit aici.
- Victor Mottez⁠(d) (1809–1897), pictor, a murit aici.
- Odilon Redon (1840-1916), pictor, a locuit aici.
- Marie Adrienne Anne Clémentine de Rochechouart de Mortemart⁠(d) (1847–1933), ducesă văduvă de Uzès, a locuit aici.
- Camille Saint-Saëns (1835-1921), compozitor, a locuit aici.
- Frédéric Soulié (1800–1847), scriitor, și-a petrecut ultimii ani în proprietatea sa de la Abbaye-aux-Bois, unde a murit.
- Gaspard-Félix Tournachon, cunoscut sub numele de Nadar (1820–1910), a realizat aici prima fotografie aeriană în anul 1858.
- Maurice Utrillo (1883-1955), pictor, a locuit aici.